# سیرینجیک اسید
سیرینجیک اسید (به انگلیسی: Syringic acid) با فرمول شیمیایی C9H10O5 یک ترکیب شیمیایی با شناسه پاب‌کم ۱۰۷۴۲ است؛ که جرم مولی آن ۱۹۸٫۱۷ گرم بر مول می‌باشد.